# Zemelig donsvoetje
Het zemelig donsvoetje (Tubaria conspersa) is een schimmel behorend tot de familie Tubariaceae. Het leeft saprotroof op takjes, schorssnippers van loofhout en op strooisel en resten van kruidachtige planten. Het wordt op de grond gevonden in loof- en gemengde bossen. Vruchtlichamen verschijnen meestal van september tot november.

## Kenmerken

### Uiterlijke kenmerken
Hoed
De hoed heeft een diameter van 8 tot 25 mm. Het oppervlak kan zemeltjes bevatten die niet watervast zijn aangehecht. De vorm is aanvankelijk halfbolvormig, daarna licht convex, soms met een lichte inzinking in het midden. De rand is aanvankelijk gebogen, dan recht, uiteindelijk iets verhoogd, onduidelijk gestreept. Het is hygrofaan. Helder kaneelbruin als het nat is, oker of grijsachtig bruin als het droog is.
Lamellen
De lamellen zijn aangehecht en licht convergerend, licht kaneelbruin.
Steel
De steel is 2 tot 3,5 cm lang en 1,5 tot 3 mm dik. De vorm is cilindrisch, soms verdikt aan de basis. Het oppervlak is kaal met weinig schubben. De steelvoet heeft witte hyfen van mycelium.
Vlees
Het vlees is zeer dun, flexibel, witachtig okerbruin, vlezig in de hoed, vezelig in de steel. Verandert niet van kleur bij beschadiging. De smaak is mild, de geur van paddenstoelen is zwak.
Sporenprint
De sporenprint is okerbruin.

### Microscopische kenmerken
De sporen zijn ellipsoïdaal, glad en meten 7-10 x 4-6 µm. De cheilocystidia (op lamelrand) en pleurocystidia (op het lamelvlak) zijn nauw cilindrisch en tot 72 µm lang.

## Verspreiding
Het zemelig donsvoetje komt voor in Noord-Amerika en Europa. Het is wijdverspreid in Europa. In Nederland komt het algemeen voor. Het is niet bedreigd en staat niet op de rode lijst.

## Foto's

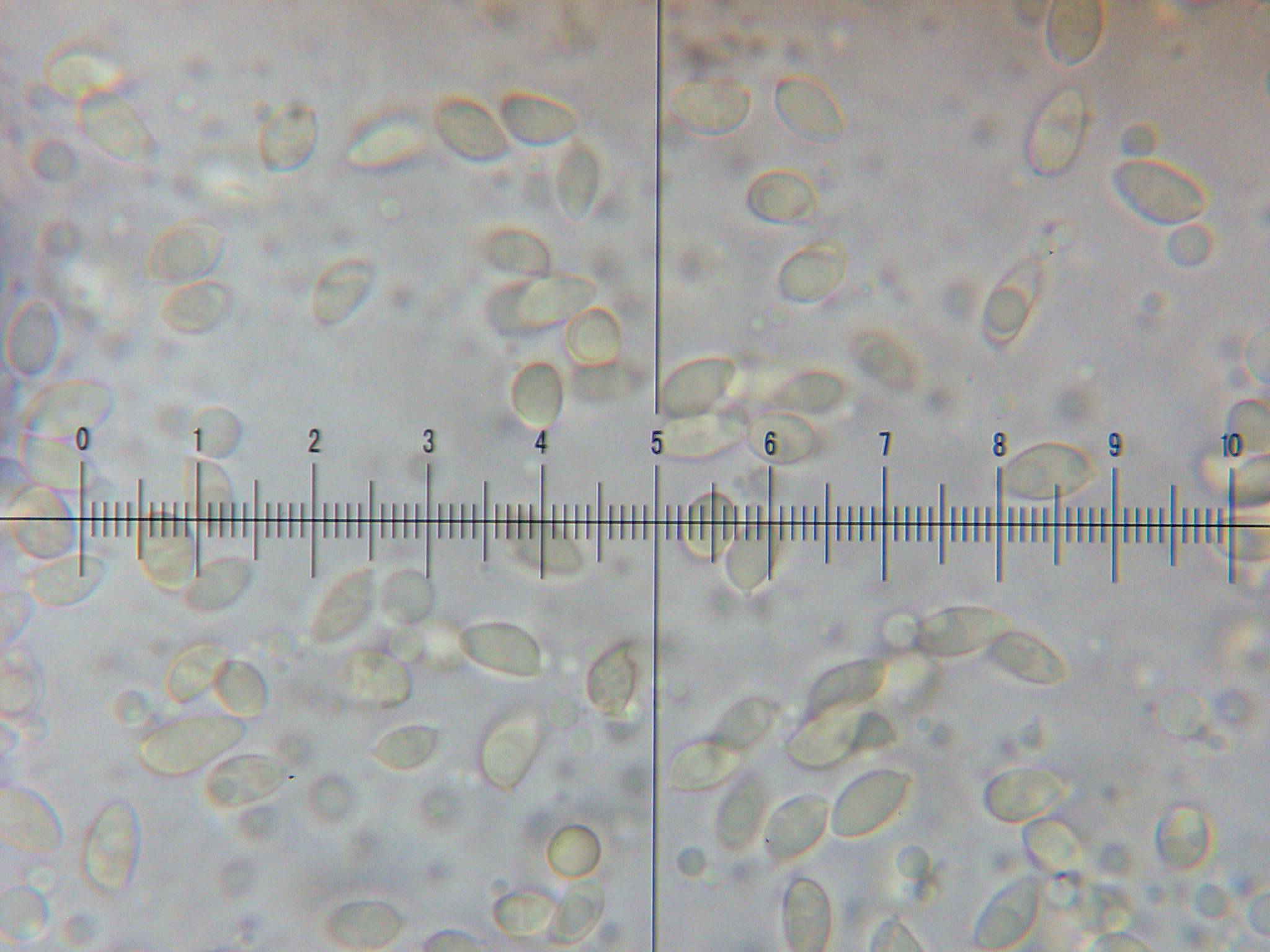
Sporen